# Hironori Otsuka
Hironori Otsuka (Japans: 大塚博紀, Ōtsuka Hironori) (Shimodate (het huidige Chikusei), 1 juni 1892 – 29 januari 1982) was de grondlegger van de Japanse karatestijl Wado-ryu. In Japan ontving hij vele onderscheidingen voor zijn bijdragen aan het karate.
Na eerst getraind te hebben in het jujutsu, trainde hij vanaf 1922 onder diverse karate meesters, waarvan het meest onder karate meester Gichin Funakoshi. Hierna besloot hij zijn weg te gaan en bedacht hij zijn eigen karate stijl. Otsuka had een medische praktijk en specialiseerde zich in de behandeling van blessures opgelopen bij de training in vechtkunsten.

## Vroege jaren
Otsuka werd op 1 juni 1892 geboren in Shimodate, prefectuur  Ibaraki. Hij was een van vier kinderen van Tokujiro Otsuka, een arts. Op de leeftijd van vijf jaar begon hij te trainen in de vechtkkunst jujutsu onder zijn groot-oom Chojiro Ebashi (een samoerai). Otsuka's vader nam zijn training over in 1897. Op de leeftijd van dertien jaar werd Otsuka student van Shinzaburo Nakayama, een meester in het Shindo Yoshin-ryu jujutsu.
In 1911, terwijl hij bedrijfskunde studeerde op de Waseda Universiteit in Tokyo, trainde Otsuka in verschillende jiujitsucholen in de buurt. Voor hij zijn studie voltooide, ging zijn vader dood. Hij was niet in staat om verder te studeren. Hij begon te werken als klerk bij de Kawasaki Bank. Hoewel hij fulltime instructeur wilde worden, streefde hij dit doel nu niet meer na uit respect voor zijn moeders wensen.

## Shotokan karate
Op 1 juni 1921 ontving Otsuka de menkyo kaiden (leraar certificaat) in het Shindo Yoshin-ryu jujutsu en werd de vierde meester van die school. Jujutsu zou echter niet zijn primaire vechtkunst worden. In 1922 begon Otsuka te trainen in het Shotokan karate onder Gichin Funakoshi, die zich toen net had gevestigd in Japan. In 1927 vestigde Otsuka een medische praktijk en specialiseerde zich in het behandelen van blessures bij vechtkunsten.
In 1928 was Otsuka een assistent instructeur in Funakoshi's school. Hij trainde daarna ook onder de karateleraren Choki Motobu en Kenwa Mabuni en hij studeerde kobudo. Rond deze tijd begon Otsuka filosofische onenigheden te hebben met Funakoshi en de twee mannen scheidden hun wegen begin dertiger jaren. Dit zou gedeeltelijk kunnen komen van zijn besluit om te trainen met Motobu. Funakoshi's karate benadrukte kata, een serie van bewegingen en technieken gelinkt aan vechtprincipes. Funakoshi geloofde niet dat sparren noodzakelijk was voor realistische training. Motobu daarentegen benadrukte de noodzaak van vrije toepassing en sparren.

## Wado-ryu karate
Op 1 april 1934 opende Otsuka zijn eigen karateschool de Dai Nippon Karate Shinko Kai op 63 Banchi Suehiro-Cho, Kanda in Tokyo. Hij creëerde een nieuwe karatestijl door Shotokan karate en Shindo Yoshin-ryu jujutsu samen te voegen. Enkele jaren later kreeg deze nieuwe stijl de naam Wado-ryu. In 1940 registreerde hij zijn stijl als Wado-ryu bij de Butokukai in Kyoto samen met de karatestijlen Shotokan, Shito-ryu en Goju-ryu. Met de erkenning van deze stijl als een onafhankelijke karatestijl, werd Otsuka een fulltime instructeur.
Na de Tweede Wereldoorlog was het beoefenen van vechtkunsten enige tijd verboden in Japan. Na een paar jaar werd het verbod weer opgeheven. In de vijftiger jaren organiseerde Otsuka verschillende karatewedstrijden. In 1964 gingen drie van Otsuka's studenten (Tatsuo Suzuki, Toru Arakawa en Hajime Takashima) van de Nihon Universiteit op tournee door Europa en de Verenigde Staten om het Wado-ryu karate te demonstreren.

## Latere leven
Op 29 april 1966 beloonde keizer Hirohito Otsuka de Kun-Go-To (Vijfde Orde van Verdienste van de Heilige Schat). Later beloonde de keizer hem met de Soko Kyokujitsu-Sho medaille voor zijn bijdrage aan het karate. In de volgende paar jaren schreef Otsuka twee boeken over karate: Karate-Do Volume 1 (1967, gefocusseerd op kata) en Karate-Do Volume 2 (1970, gefocusseerd op kumite). Op 9 oktober 1972 beloonde de Kokusai Budo (Internationale Vechtkunst Federatie) Otsuka met de titel van Shodai Karate-do Meijin Judan (eerste generatie karate meester 10de dan); dit was de eerste keer dat een karatebeoefenaar deze eer toebedeeld kreeg.
Otsuka zette tot aan zijn dood in 1982 zijn lessen voort als leidinggevende van het Wado-ryu karate. Zijn zoon werd de tweede grootmeester van het Wado-ryu karate en eerde zijn vader door de naam "Hironori Otsuka II" aan te nemen.